# Sobrarb
|  | Per a altres significats, vegeu «Comtat de Sobrarb». |

El Sobrarb (aragonès: Sobrarbe, castellà: Sobrarbe) és una de les comarques de l'Aragó, a ponent de la Ribagorça i al nord de la comarca del Somontano de Barbastre. Inclou els municipis de L'Abizanda, L'Aínsa-Sobrarbe, Barcabo, Bielsa, Boltanya, Broto, Fanlo, Fiscal, la Fova, Chistén, A Buerda, l'Espunya, Palo, Plan, Puértolas, O Pueyo d'Araguás, San Chuan de Plan, Tella-Sin i Torla-Ordesa.
Els relats antics diuen que el nom del lloc procedeix de l'aparició d'una creu "sobre un arbre" (en llatí "supra arbore"). La llegenda parla d'un noble d'estirp vascona, anomenat Garzi Ximeniz (Garcia Ximenis), que es va rebel·lar contra els àrabs l'any 724 en el territori entre entre el Cinca i el Gàllec: l'aparició d'una creu sobre un arbre va ser considerat un símbol, i va donar nom al territori que es va dir Sobrarbe (català Sobrarb). El relat mític d'origen pot tindre un rerefons de veritat, car l'existència del regne de Sobrarb amb posterioritat està acreditada. El Sobrarb fou un regne sorgit segons la llegenda al segle viii, i que existia al segle ix al territori entre els rius Cinca i Gàllego (Gállego en castellà, Galligo en llengua aragonesa), al territori de l'actual Aragó.

## Geografia

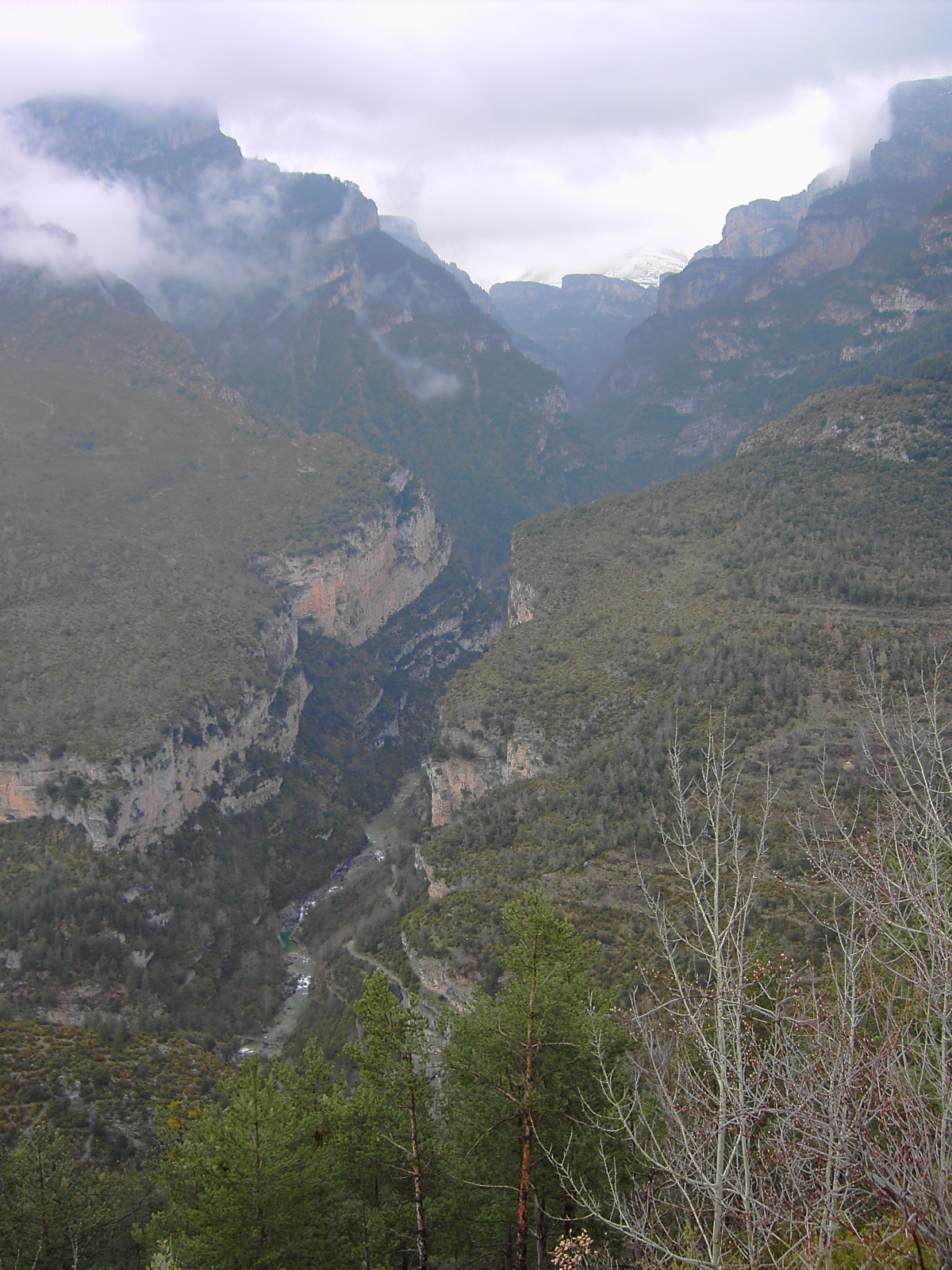
Canyó d'Añisclo

La comarca del Sobrarb està drenada per diversos rius i els seus afluents. Els principals tenen una relació directa amb el Parc Nacional d'Ordesa i Mont Perdut, la Vall d'Ordesa i els Pirineus occidentals d'Aragó, com, per exemple, el riu Ara, nascut al massís de Vinhamala o Vinyamala. A la Vall de Pineta situada a l'oest del Mont Perdut neix el riu Cinca, que és el riu principal de la comarca.
Entre la Vall de Bielsa i la Vall de Benasc de la Ribagorça està situada la Vall de Gistau, que pertany al Sobrarb com la vall de Pineta. A la Vall de Gistau neix El Cinqueta afluent de capçalera del riu Cinca.
Després de la Vall d'Ordesa, l'accident geogràfic més conegut del Sobrarb és el Canyó d'Añisclo, una unitat geomorfològica de gran bellesa. Aquest congost és una vall de la comarca, que des de la muntanya de les Tres Sorores (Tres Serols) discorre durant 10 quilòmetres fins a la desembocadura del barranc d'Aso al riu Bellós.
A la zona més nord-oriental de la comarca es troba el Parc Natural de la Serra i de les Gorges de Guara, a la part oriental de la serra de Guara.

## Monuments i Fortificacions del Sobrarb
- Castell d'Abizanda.[8]
- Castell de Boltanya.
- Castell de l'Aïnsa.[9]
- Ermita de Sant Llorenç a Sant Lorient.[10]
- Muralla de Muro de Roda.[11]
- Sant Martí de Boïl, del segle xi, església romànica de Santa María de Buil.[12]
- Monestir de Sant Victorià d'Assan.[13]

## Imatges

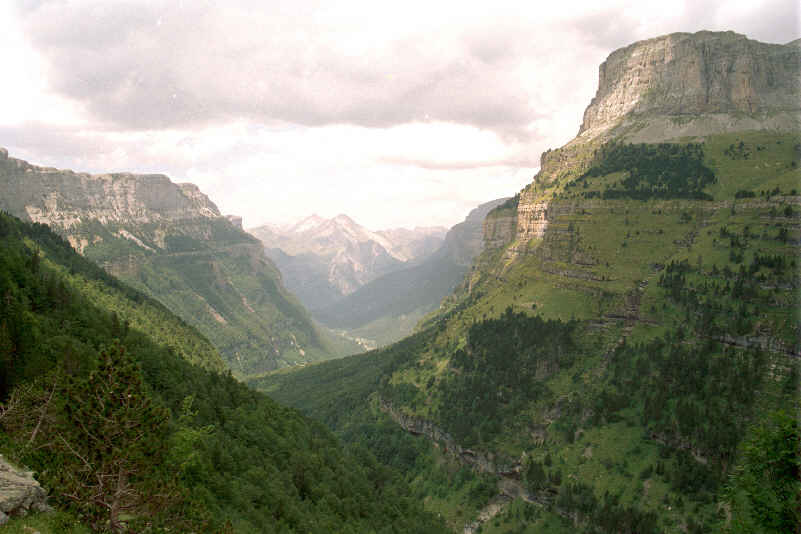
Vall d'Ordesa
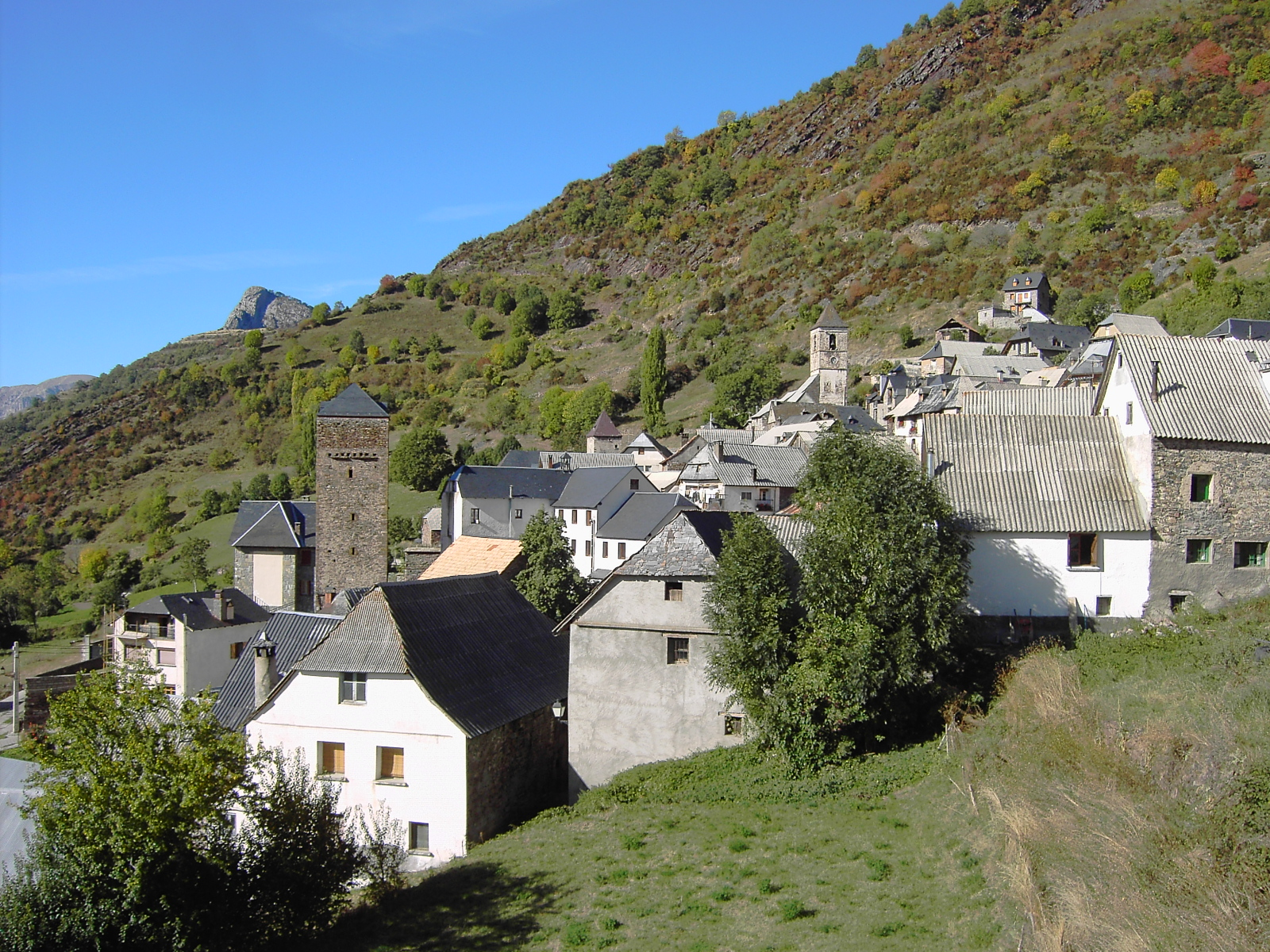
Chistén
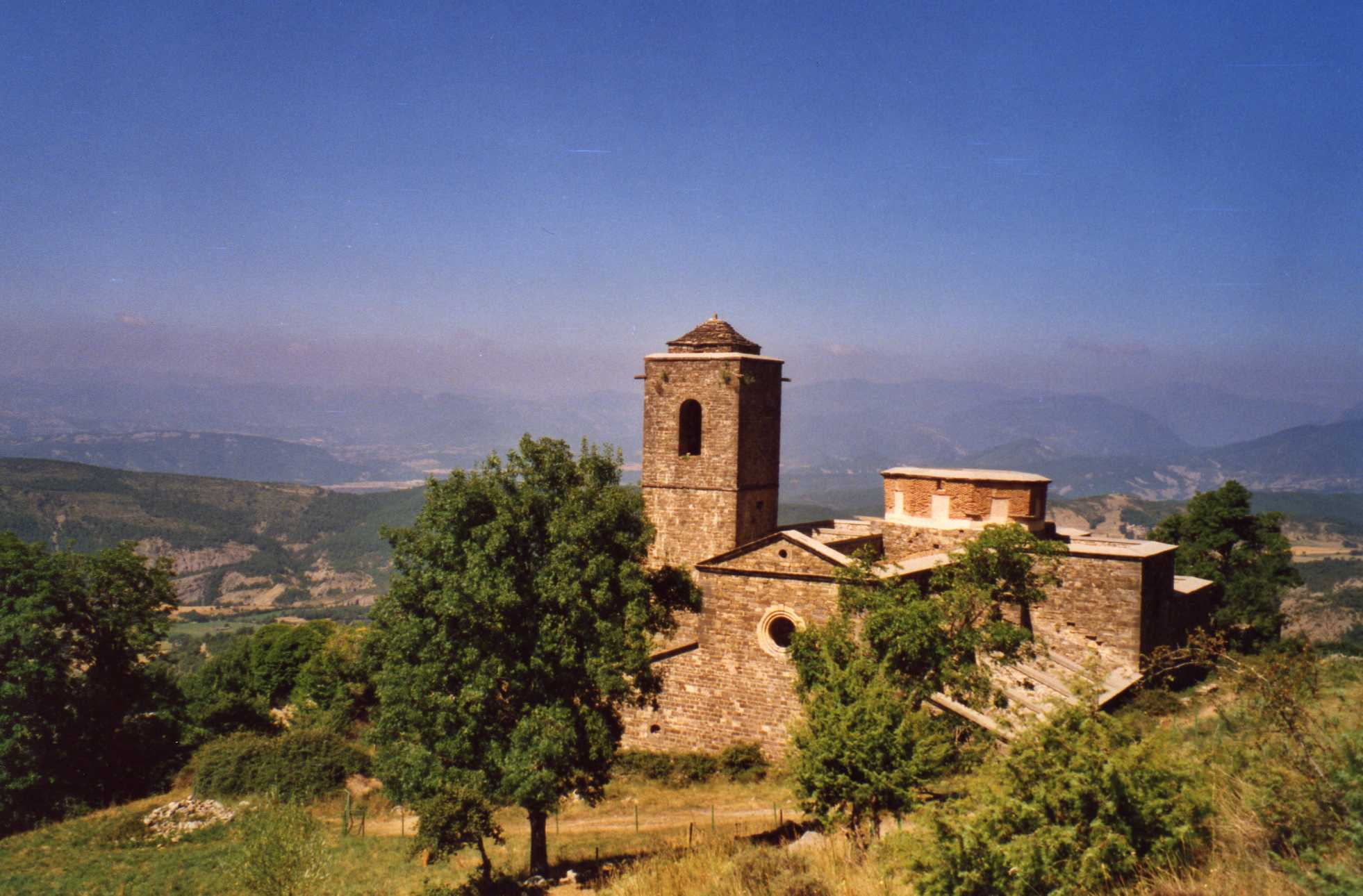
Monestir de Sant Victorià d'Assan
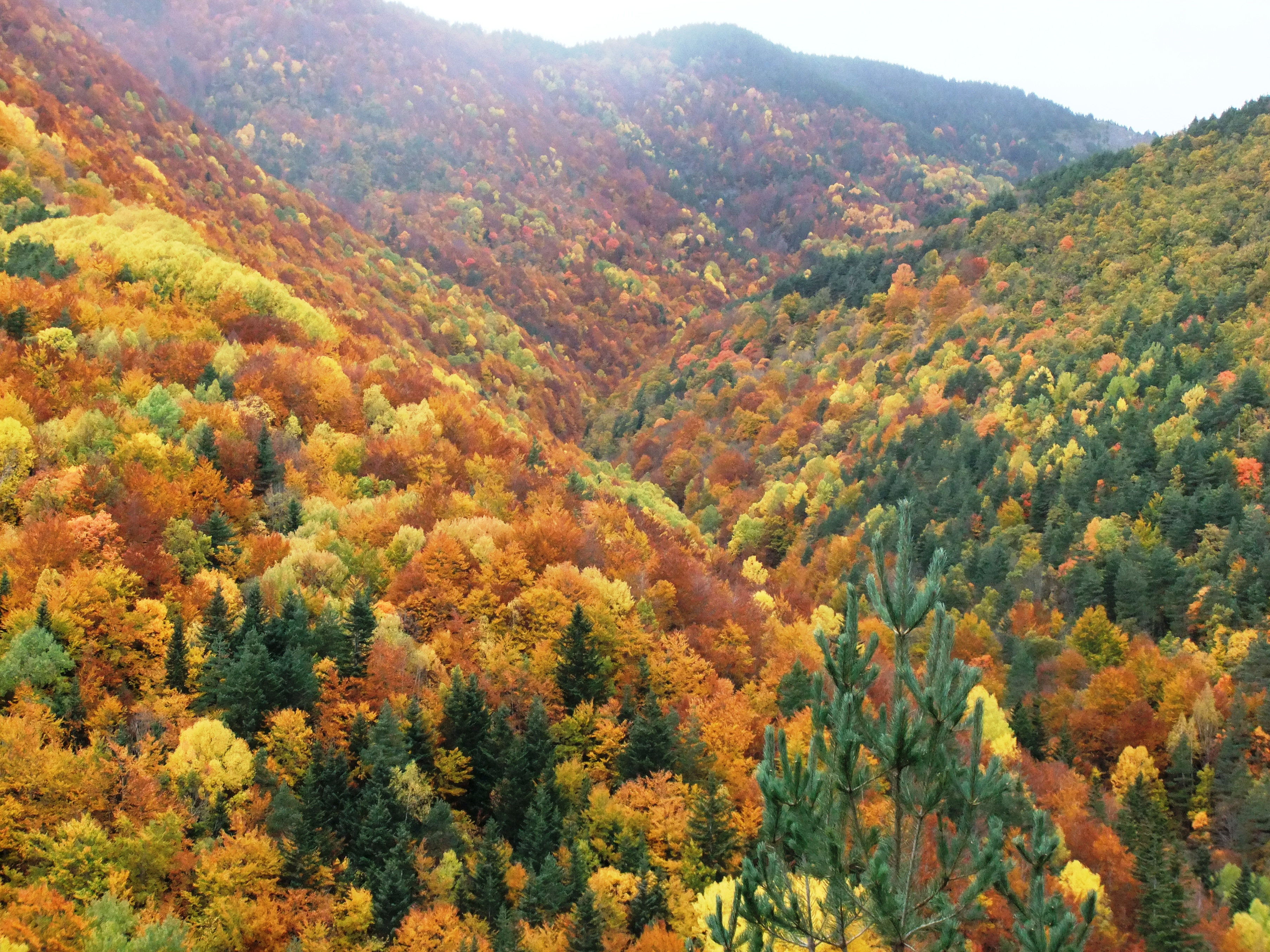
El bosc de La Pardina del Señor a la tardor, entre Fanlo i Sarvisé.
L'escut de Sobrarb és una interpretació iconogràfica de la llegenda d'origen.

Vista panoràmica del Sobrarb des del cim del Cotiella